# Cladopathes
Cladopathes is een geslacht van neteldieren uit de klasse van de Anthozoa (bloemdieren).

## Soort
- Cladopathes plumosa Brook, 1889